# Напад Птолемея V на Арвад

Арвад на карті Фінікії

Напад Птолемея V на Арвад — здійснена у 190 р. до н. е. спроба єгипетського царя отримати вигоду від поразки його ворога Антіоха III від римлян.

## Боротьба Птолемеїв та Селевкидів за Арвад до 190р. до н.е.
Після того, як Деметрій I Поліоркет втратив трон Македонії та опинився у складному становищі, його володіння в Фінікії розділили єгипетські Птолемеї та сирійські Селевкіди, причому останнім дісталося лише одне значне місто — розташований на півночі області Арвад (перша половина 280-х років до н. е.). Протягом наступної сотні років представники цих династій вели боротьбу за володіння на східному узбережжі Середземного моря, відому як Сирійські війни.
Не виключено, що на початку Другої Сирійської війни (260—253 рр. до н. е.) Арвад на короткий час зміг захопити Птолемей II, хоча ця версія базується на спірній ідентифікації кількох монет. У будь-якому випадку, події на початку 250-х рр. до н. е. мали серйозний вплив на Арвад, який з 259 року почав використовувати нову власну еру та відмовився від монархічної форми правління. Ймовірно, це зробили для заохочення тих арвадійців, котрі підтримали Селевкідів. Під час наступної Третьої Сирійської війни (246—241 рр. до н. е.) спершу всі володіння Селевкідів до Євфрата потрапили у руки Птолемея III, проте у 242 р. до н. е. Селевк II зміг відновити свій контроль над Арвадом.
По завершенні невдалої для Селевкідів Четвертої Сирійської війни (219—217 рр. до н. е.) Арвад з 212 р. до н. е. та до кінця століття карбував монету за птолемеївським стандартом, що трактують як бажання напівавтономного міста встановити тісніші зв'язки із підконтрольною єгипетським царям територією.
Нарешті, у П'ятій Сирійській війні (202—198 рр. до н. е.) Селевкіди завдали важкої поразки своїм єгипетським суперникам та отримали контроль над всім східним узбережжям Середземного моря.

## Напад на Арвад у 190р. до н.е.

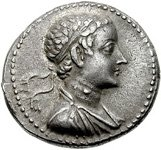
Монета Птолемея V

Невдовзі сирійський цар Антіох III вступив у війну з Римом та його союзниками, у якій спершу у 191 р. до н. е. зазнав поразки при Фермопілах, а в 190 р. до н. е. був повністю розгромлений при Магнезії. У Єгипті, де тоді правив Птолемей V Епіфан, вирішили скористатись цими подіями. Звідси надіслали військо під командуванням Арістоніка, котре захопило як розташований на острові Арвад, так і його перею (земельні володіння на узбережжі). Вони, включно зі святилищами, були піддані розграбовуванню, а єгипетське військо повернулось додому із багатою здобиччю.
У папірусі, завдяки якому до нас дійшли подробиці походу на Арвад, не зазначена його дата. Втім, відомо, що зі 197 по 190 роки до н. е. Арістонік був зайнятий придушенням повстань у самому Єгипті, а в 188 р. до н. е. Антіох III уклав із римлянами мир. Отже, єгипетський рейд до Фінікії міг відбутись між цими двома подіями, ймовірно, в тому ж 190 р. до н. е., коли Антіох все ще перебував у стані активної війни з Римом (у 189 та 188 рр. до н. е. він вже не чинив опору, очікуючи на умови миру, який йому вирішить подарувати новий гегемон Середземномор'я). Що стосується вибору цілі для атаки, то, як свідчить Лівій, Арвад був одним з кількох міст, кораблі яких формували висланий на боротьбу із римлянами флот сирійського царя.
У підсумку, незважаючи на провокацію в Арваді, війни між Птолемеями та Селевкідами не виникло. Останні тільки що понесли важку поразку та втратили майже всі малоазійські території, а римляни не були зацікавлені у розширенні конфлікту та послабленню Сирійського царства більше, аніж вони самі вирішили (через два десятки років, під час Шостої Сирійської війни 172—168 рр. до н. е., саме їх втручання для підтримання статус-кво врятує династію Птолемеїв).

## Арвад після нападу
Надалі, щонайменше зі 170 р. до н. е. та до 144/143 р. до н. е., Арвад здійснював карбування монети із зображенням Птолемея VI. Цей єгипетський правитель загинув у 145 р. до н. е. під час втручання у громадянську війну в державі Селевкідів, після чого єгипетські гарнізони покинули цілий ряд опорних пунктів у Середземномор'ї. Арвад же зі 138 р. до н. е. почав випуск монети з автономною легендою, що, ймовірно, стало привілеєм, отриманим від Селевкидів за допомогу в облозі Дора.